# Jacques-Enguerrand Gourgue
Jacques-Enguerrand Gourgue (Port-au-Prince, 1930-1996) est un peintre haïtien.

## Biographie

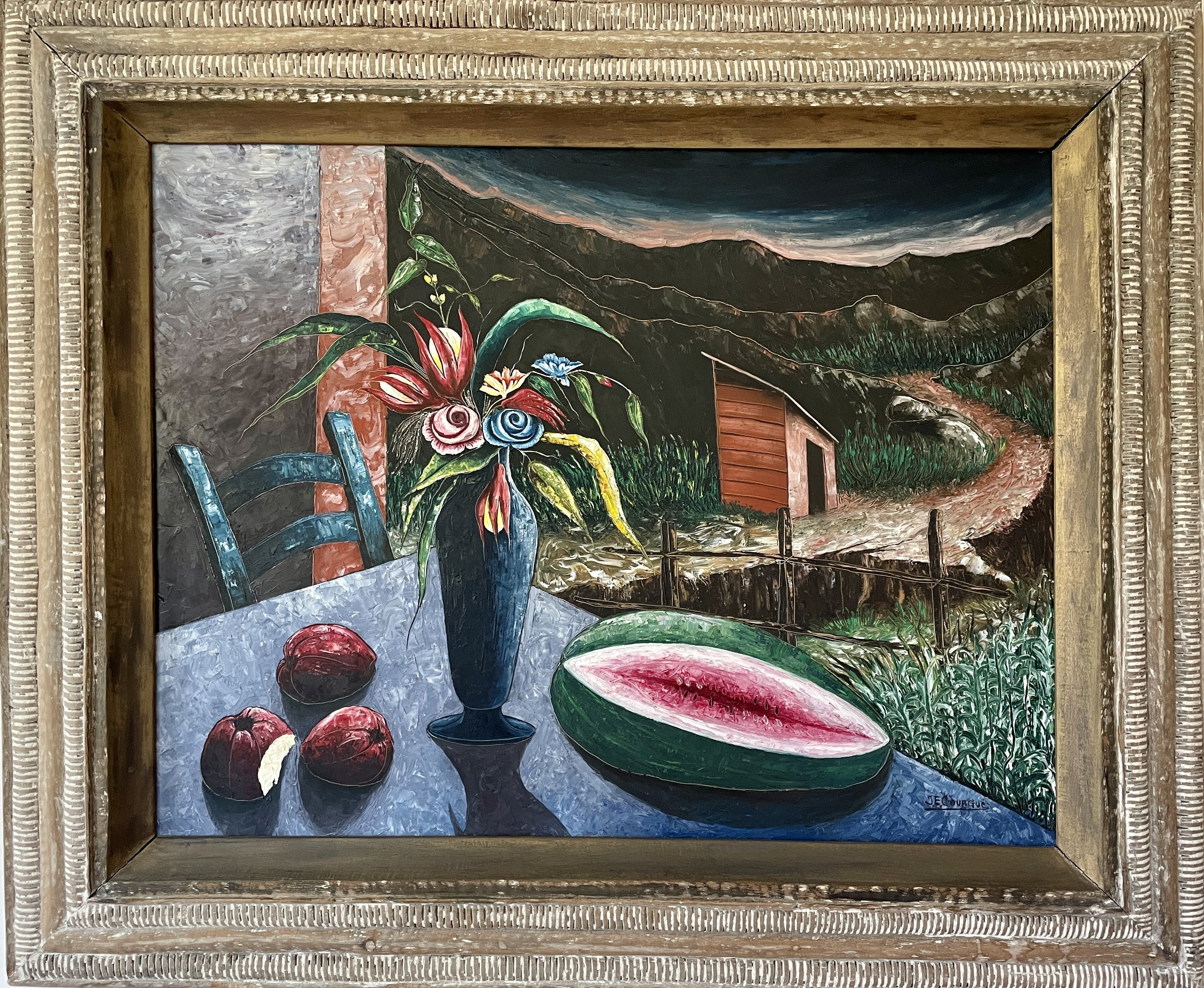
Jacques-Enguerrand Gourgue, nature morte, huile sur isorel avec cadre de l'artiste, 1960 (collection particulière)

Né en 1930, originaire de Port-au-Prince, Gourgue peint dès l'enfance. Ses œuvres sont exposées dans toute l'Europe et les Amériques. Son père est un psychiatre français et sa mère a la réputation d'être prêtresse vaudou. Ses sujets sont souvent des scènes de la vie rurale haïtienne et des cérémonies vaudous. Gourgue, sans formation formelle de peintre, associait souvent les fleurs, les montagnes, les arbres squelettiques, les paysans et leurs huttes et le symbolisme vaudou, dans un style personnel qui combine surréalisme et art naïf. 
Après une enfance mouvementée, Gourgue arrive au Centre d'Art de Port-au-Prince en 1947. L'année suivante, son tableau The Magic Table - un «tableau sans précédent» - est exposé au Museum of Modern Art de New York, et il fait toujours partie de sa collection permanente. En 1949, à l'âge de 18 ans, il remporte la médaille d'or d'une exposition commémorant le bicentenaire de la fondation de Port au Prince.
Au cours des décennies des années 1950 et 1960, son style est influencé par Pablo Picasso, dans ce qu'on appelle sa «période espagnole». A cette époque, Gourgue s'installe à Madrid, en Espagne, où il épouse une Espagnole et a une fille. Il expose son œuvre à travers l'Europe et l'Amérique du Nord, remportant des succès majeurs. Plusieurs de ses œuvres ont été vendues aux enchères chez Christie's et Sotheby's de New York.
« L'imagerie de Gourgue n'est pas facilement interprétée par ceux qui ne connaissent pas la vie, le folklore et la religion haïtienne », a écrit Ute Stebich, experte de l'art haïtien. « Juxtaposant des objets familiers de manière personnelle, toujours nouvelle et surprenante, ses œuvres semblent résister plutôt qu'inviter à l'analyse. L'intention de l'artiste est de forcer le spectateur à le rencontrer au niveau du subconscient, laissant libre cours à l'émotion et à la fantaisie ».
Après son divorce, il déménage dans sa ville natale, où il peint la majorité de ses travaux ultérieurs, y compris une grande peinture murale qui a décoré le drapeau d'Haïti à l'Expo de Séville en 1992. Il se remarie et a deux enfants avec sa deuxième épouse. Il meurt en 1996 des suites d'une crise cardiaque.